# 항해 데이터 기록 장치

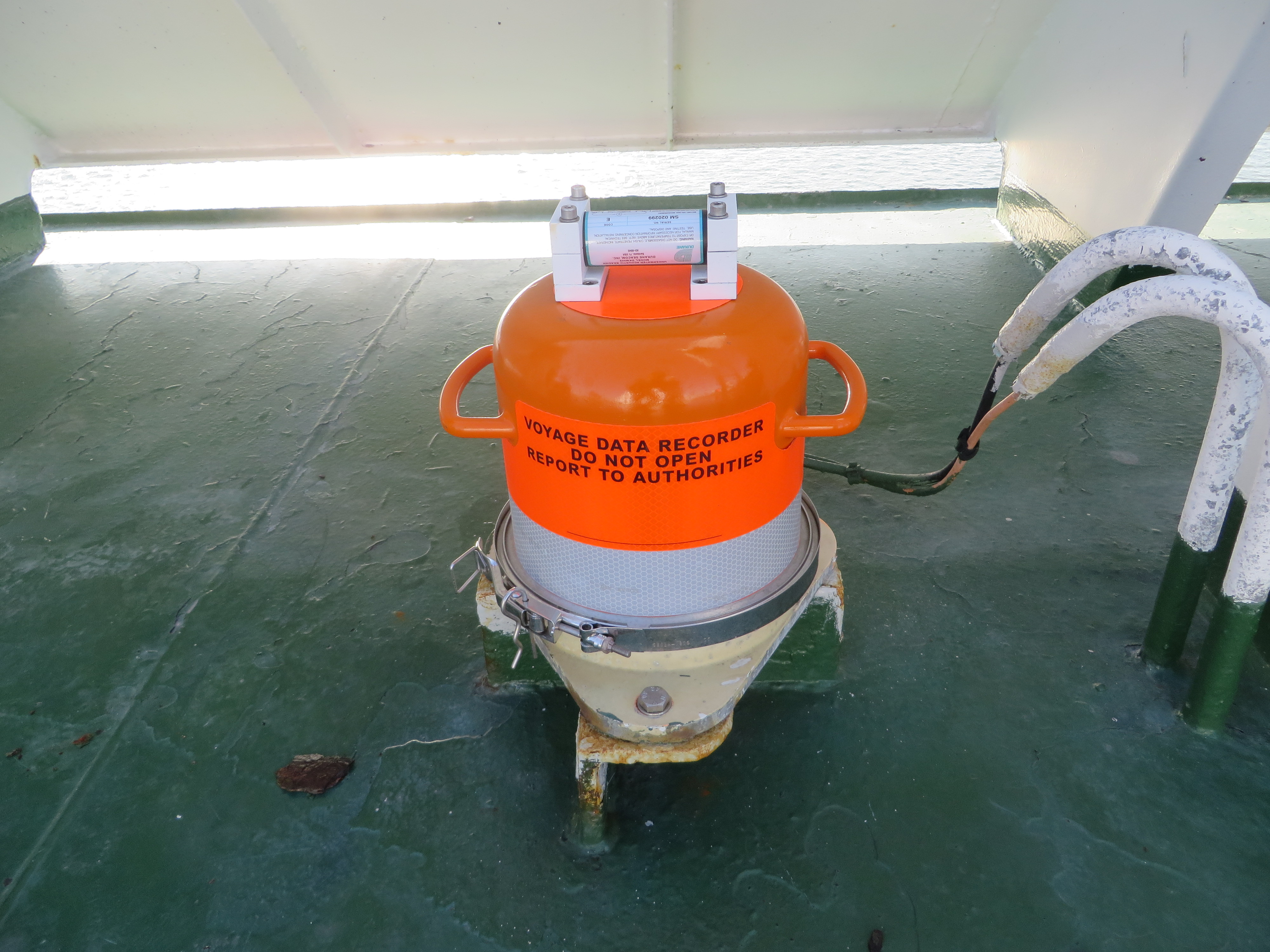
항해 데이터 기록 장치

항해 데이터 기록 장치(Voyage data recorder, VDR), 항해 기록 저장장치는 선박에 탑재된 다양한 센서로부터 데이터를 수집하기 위해 국제 해사 기구(IMO)의 국제 협약 SOLAS 요구 사항(IMO Res.A.861(20))을 준수해야 하는 모든 선박용으로 설계된 데이터 기록 시스템이다. 그런 다음 이 정보를 외부에 장착된 보호 저장 장치에 디지털화, 압축 및 저장한다. 보호 저장 장치는 해양 사고(화재, 폭발, 충돌, 침몰 등)와 관련될 수 있는 극심한 충격, 충격, 압력 및 열을 견딜 수 있도록 설계된 변조 방지 장치이다.
여객선과 2002년 7월 1일 이후 건조된 총톤수 3000톤 이상의 여객선 이외의 선박은 2002년 7월 1일 발효된 2000년에 채택된 규정에 따라 사고 조사를 지원하기 위해 항해 데이터 기록장치(VDR)를 탑재해야 한다.
해양사고로 선박이 침몰하는 경우 보호 저장 장치는 회수 가능한 고정 장치 또는 자유 부유 장치(또는 EPIRB와 결합)에 있을 수 있다. 보호 장치에 저장된 데이터의 마지막 12시간(2014년 규정 MSC.333(90)의 경우 48시간)은 사고 조사를 위해 당국이나 선주가 복구하고 재생할 수 있다. VDR 시스템은 보호 저장 장치 외에도 선박의 다양한 장비 및 센서에 연결되는 기록 제어 장치 및 데이터 수집 장치로 구성될 수 있다. 새로운 MSC.333(90) 규정에는 최소 30일 동안 기록된 데이터를 내부적으로 보관해야 한다고 명시되어 있다(제조업체 용어에 따라 기록 제어 장치, 데이터 수집 장치 또는 주 전자 장치 내에 있을 수 있음).
VDR의 주요 목적은 사후 사고 조사이지만, 기록된 데이터는 예방 유지 보수, 성능 효율성 모니터링, 악천후 피해 분석, 사고 방지 및 교육 목적으로 안전을 향상하고 운영 비용을 절감하기 위해 다른 용도로 사용될 수 있다.
IMO 성능 표준 MSC.163(78)의 요구 사항에 정의된 S-VDR(간이 항해 데이터 기록 장치)은 기본 선박 데이터만 기록하는 소형 선박용 저가형 단순화 버전 VDR이다.

## 같이 보기
- 블랙박스 (자동차)
- 블랙박스 (항공기)